# Municipio di Aarhus

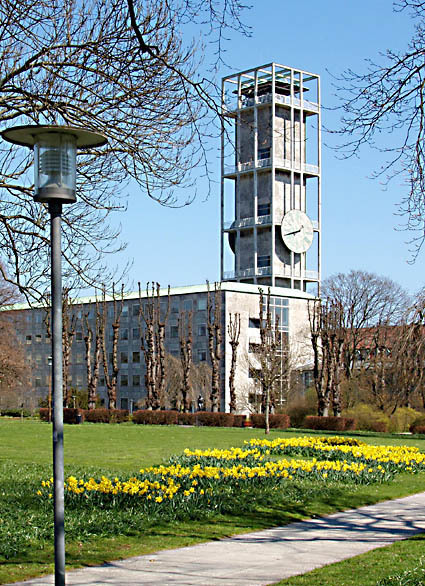
Municipio di Aarhus

Il municipio di Aarhus (in lingua danese: Aarhus Rådhus) è la sede dell'amministrazione comunale di Aarhus, in Danimarca. Progettato dagli architetti Arne Jacobsen e Erik Møller, fu inaugurato il 2 giugno 1941, nel giorno del 500º anniversario della fondazione della città. La decisione di costruire il nuovo municipio della città fu presa nel corso di un'assemblea cittadina il 28 aprile 1937. È uno dei pochi municipi danesi segnalati per la conservazione nel marzo 1994 a causa della sua architettura unica. I primi progetti non includevano una torre, ma a causa della massiccia pressione dell'opinione pubblica venne successivamente aggiunta ai disegni.
Il prezzo per l'edificio fu di 9,5 milioni di corone danesi, compreso il costo dell'area e degli arredi che da soli costarono 1,5 milioni di corone danesi.
Il municipio ha una superficie totale di 19.380 m², incluso il piano interrato. La torre è alta 60 metri ed il quadrante dell'orologio della torre ha un diametro di 7 metri. L'edificio è realizzato in calcestruzzo ricoperto da 6.000 m² di marmo proveniente da Porsgrunn in Norvegia.
Come pochi altri municipi in Danimarca, nel gennaio 2006 il palazzo è stato incluso tra gli edifici protetti dal Danish Culture Kanon nella sezione architettura, come icona dell'architettura funzionalista danese.

## Precedenti municipi
Aarhus ha ufficialmente avuto due ex municipi.
Il primo fu eretto a metà del XV secolo ed era stato situato di fronte alla torre della cattedrale di San Clemente, ma fu demolito nel 1859.
Il secondo municipio fu costruito tra il 1856 e il 1857. Ufficialmente era sede del municipio, palazzo di giustizia e penitenziario, con celle per ospitare fino a 28 detenuti. Dal 1856 al 1906 vi si tennero anche le riunioni del Consiglio della Contea. Quando l'edificio fu dismesso a seguito della costruzione del moderno municipio, l'edificio fu utilizzato come stazione di polizia tra il 1941 e il 1984. Oggi l'edificio è utilizzato come un museo per la cultura e la storia femminista in Danimarca.

## Il parco del municipio
Il Municipio di Aarhus si trova all'interno del rådhusparken (in italiano: parco del municipio). Il parco è piuttosto piccolo, ma collega l'edificio con la sala da concerto di Aarhus (in lingua danese: Musikhuset). Ospita vari eventi durante tutto l'anno e rappresenta la porta d'ingresso per i viaggiatori provenienti dalla stazione centrale di Aarhus.

## Galleria d'immagini

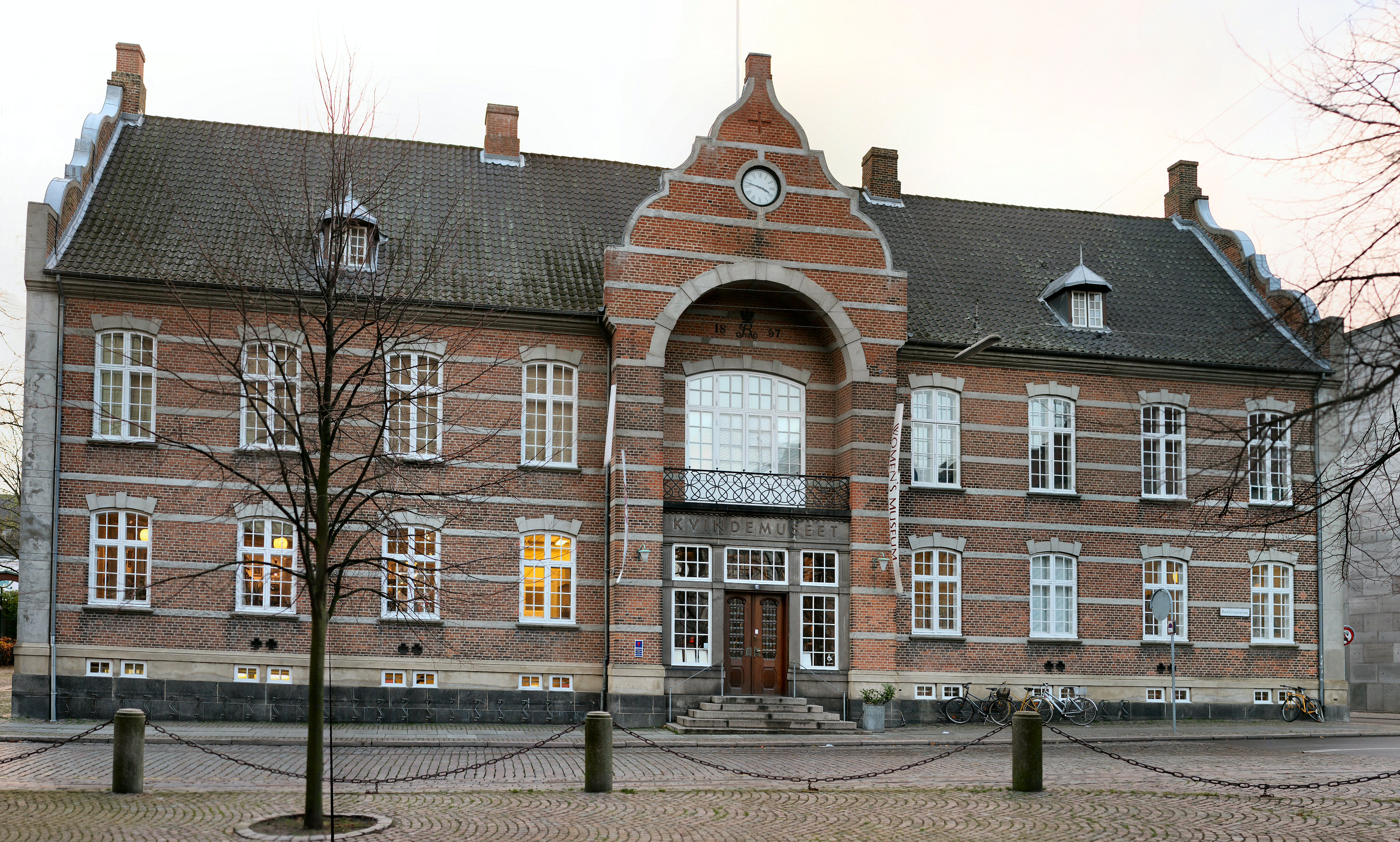
Il secondo municipio, oggi museo del femminismo
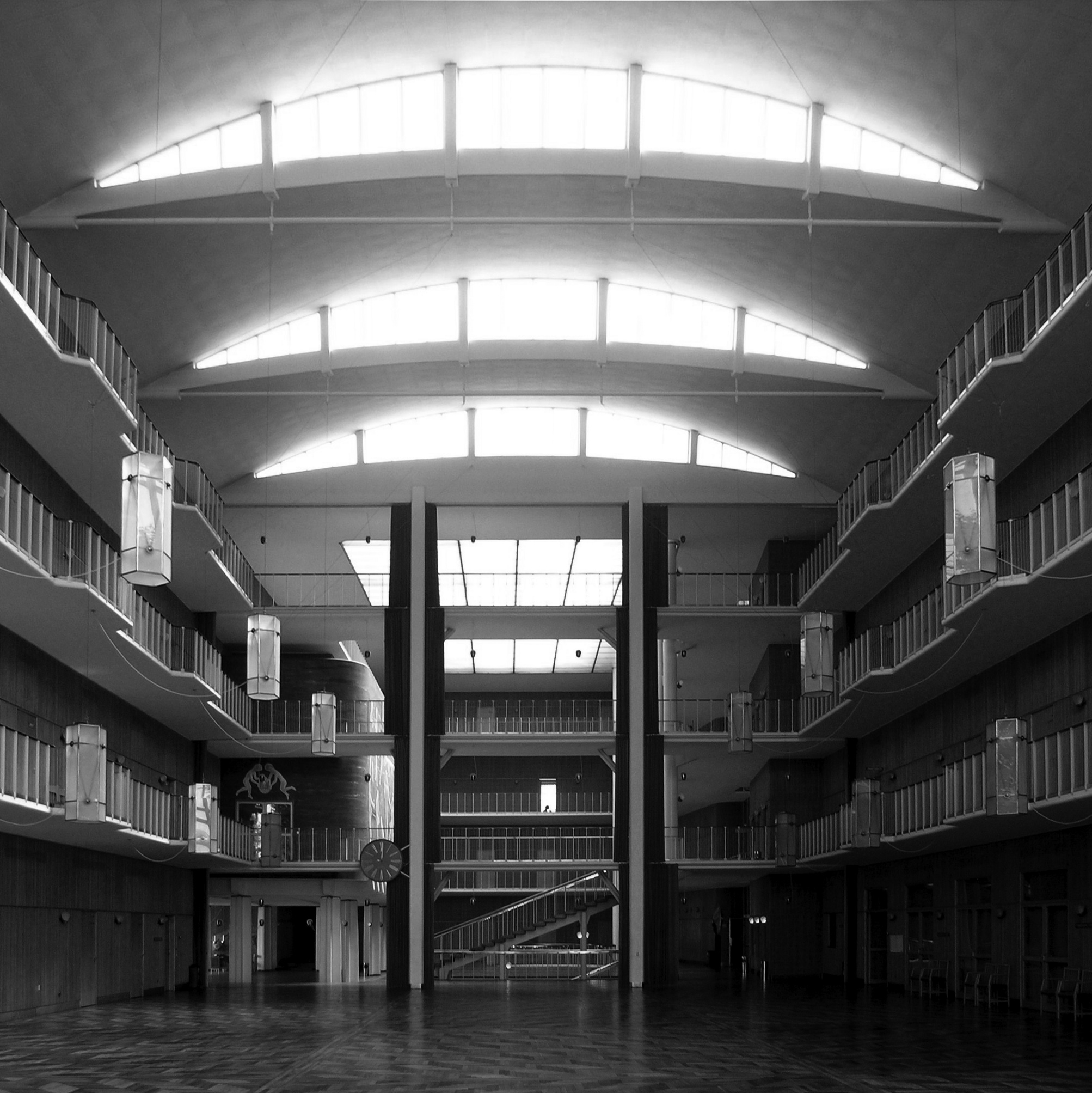
Interni del municipio
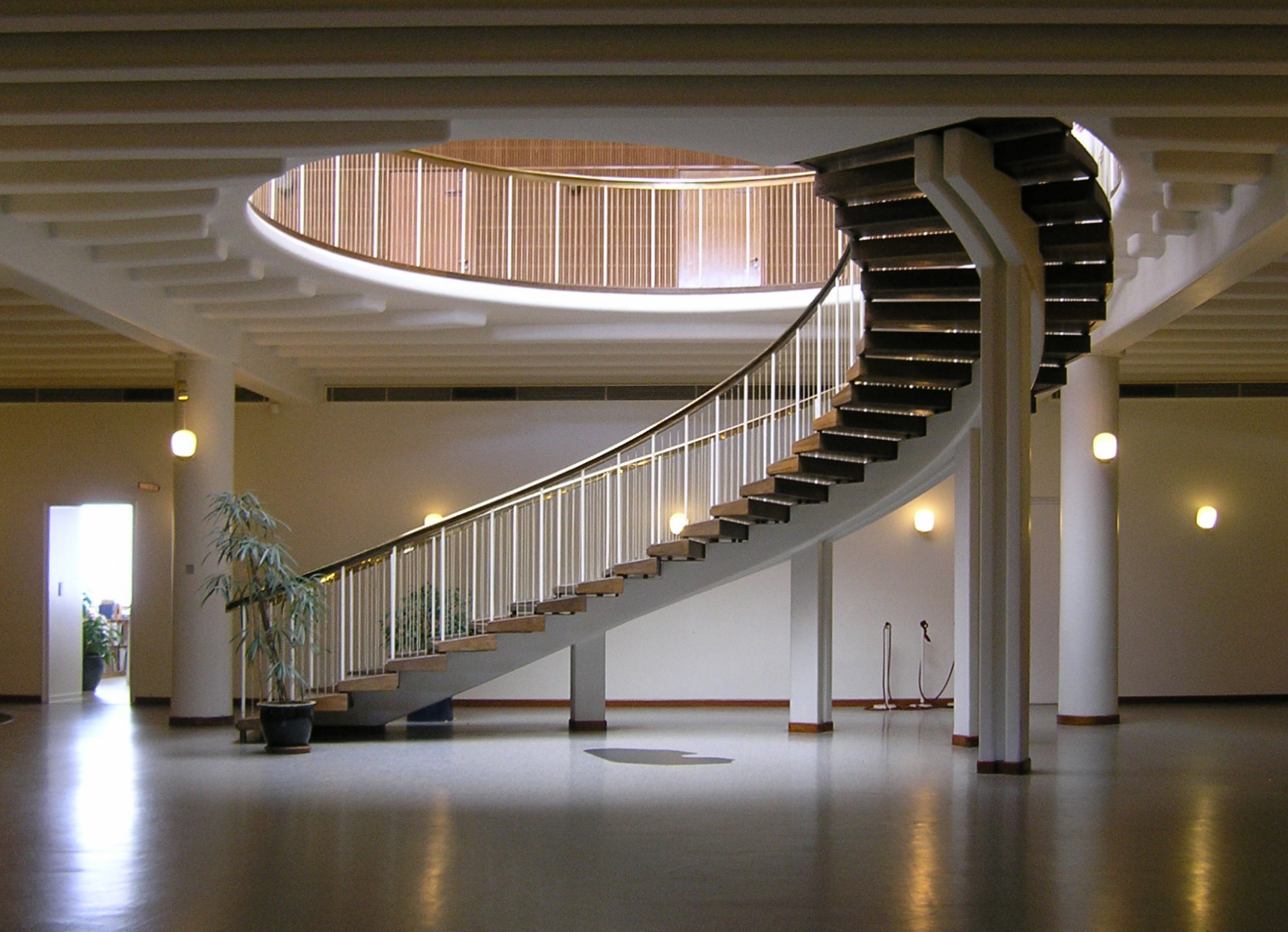
Scale
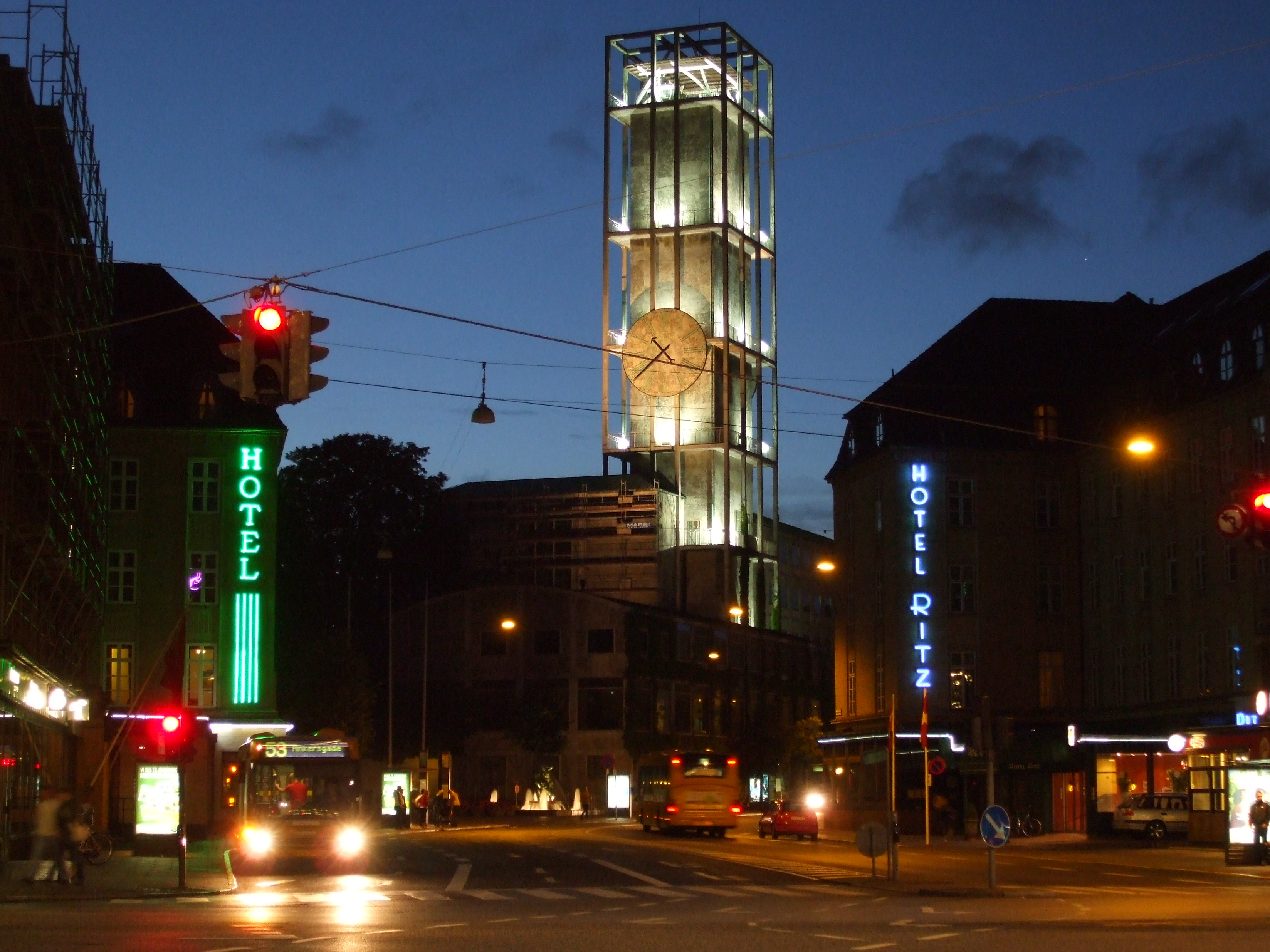
Il municipio di notte
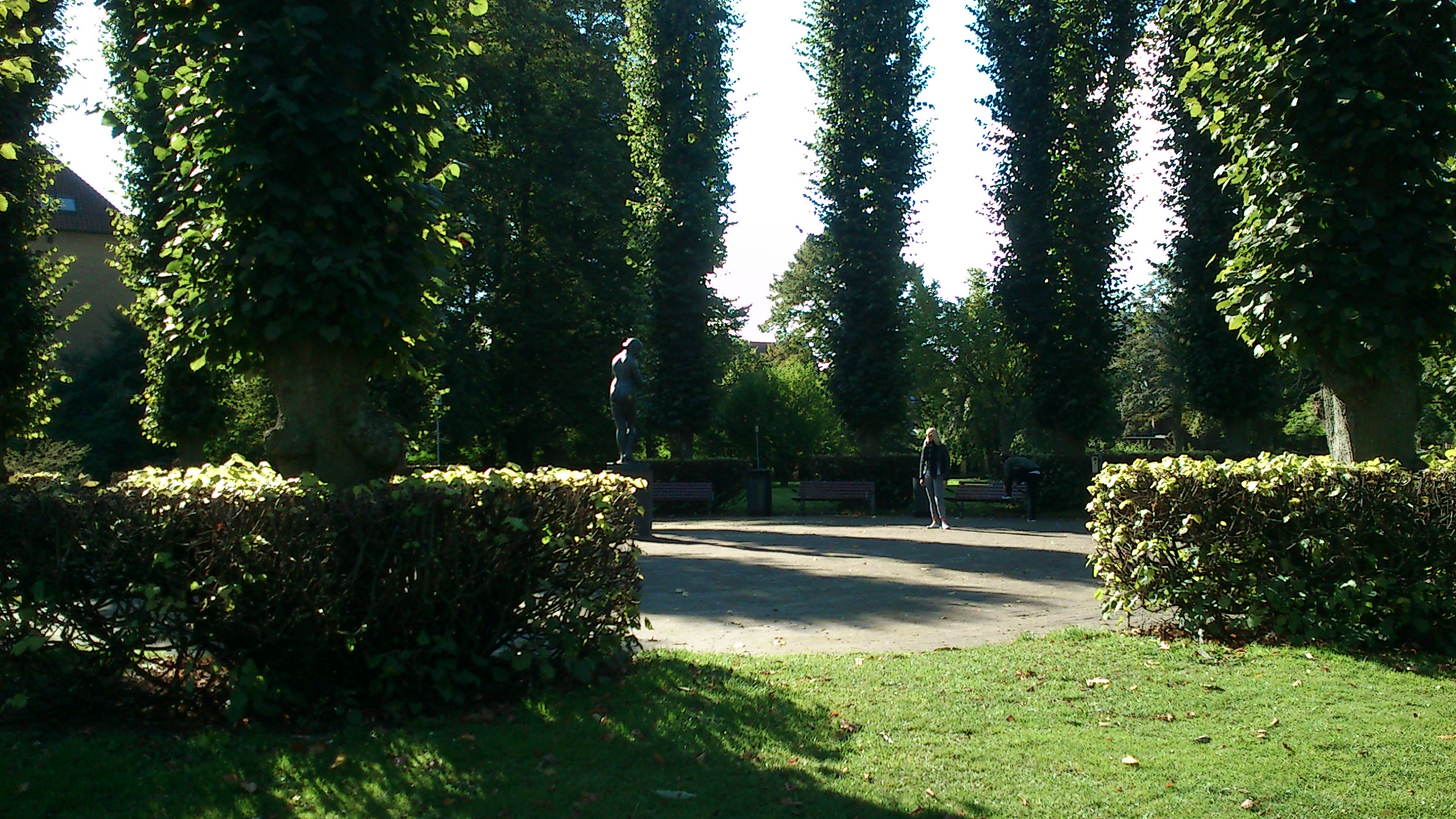
Una piazzola aciottolata nel parco
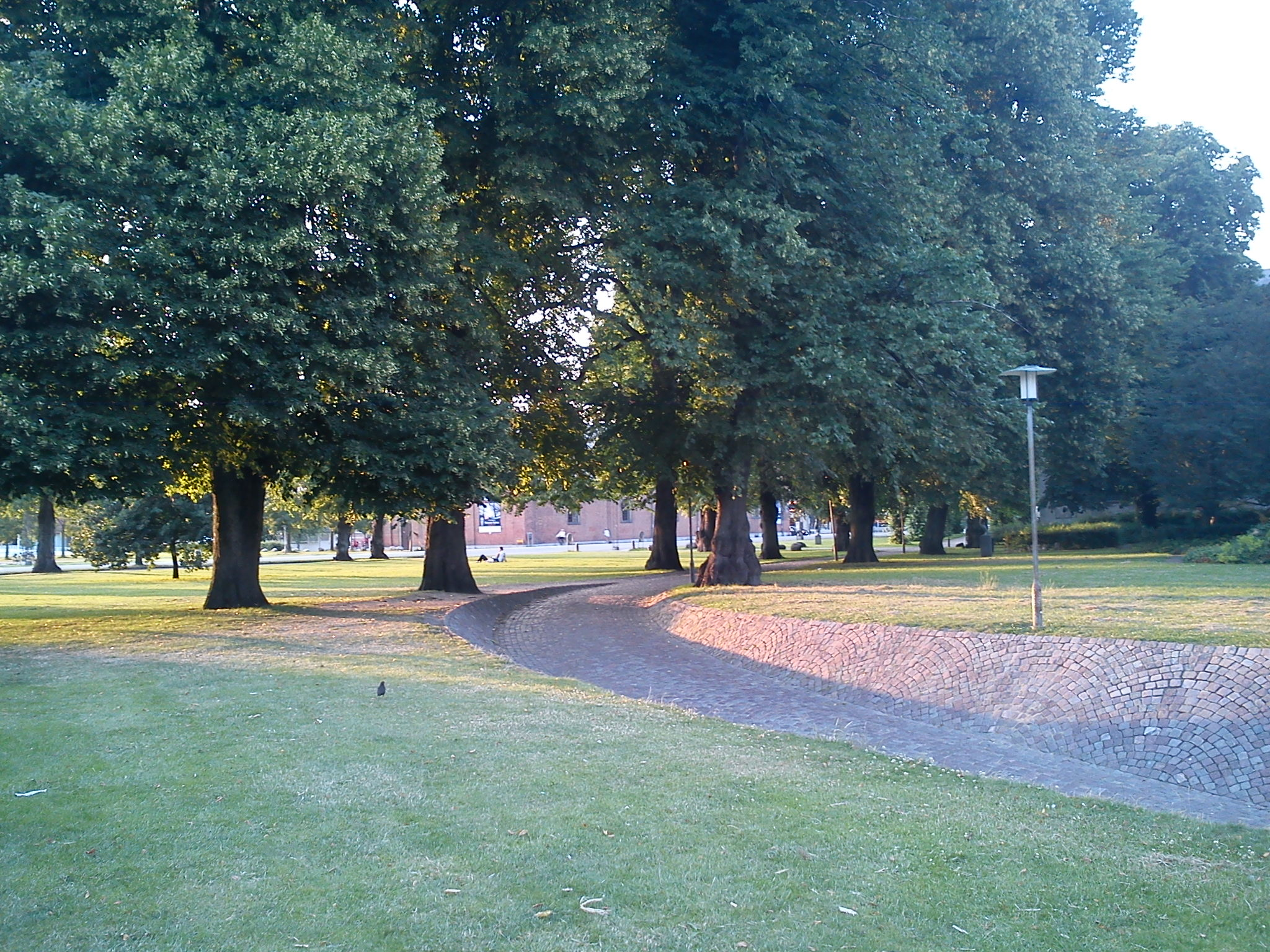
L'entrata del parco con la caratteristica pavimentazione di Aarhus.
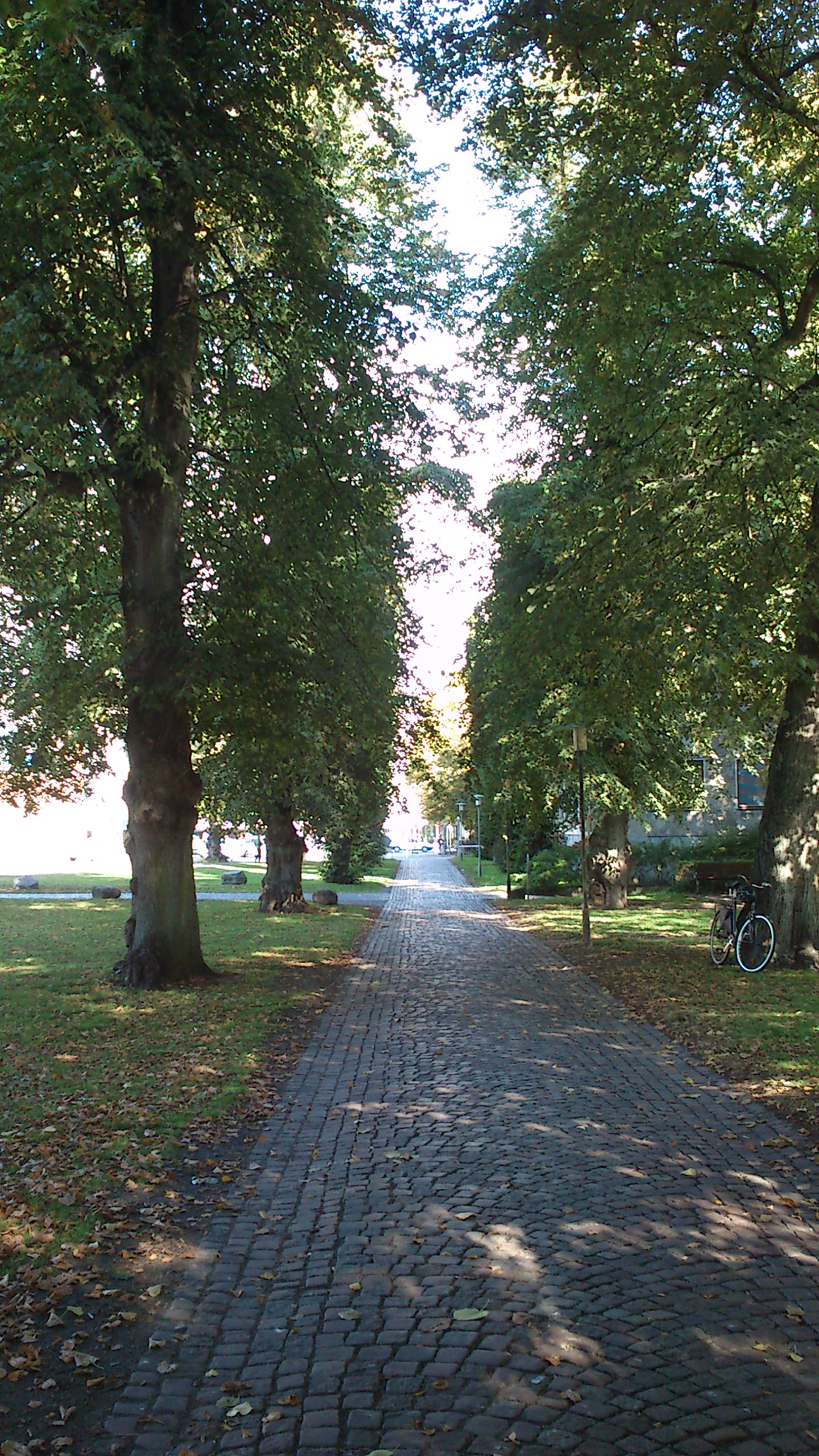
Viale degli Olmi